# Ba gua
|  | Per a altres significats, vegeu «Sigla de tres lletres». |

El Ba gua o bagua (xinès: 八卦, pinyin: bāguà, Wade-Giles: pakua, literalment 'vuit símbols') són els vuit símbols usats en el Yijing per a representar els principis fonamentals de la realitat, vista com un rang de 8 conceptes interrelacionats. Cadascun es compon d'una combinació de tres línies, «trencades» o «sense trencar», que representen yin o yang, respectivament i s'anomenen trigrames.
Els trigrames estan relacionats amb la filosofia taiji, taijiquan i el wu xing, o 'cinc elements'. Les relacions entre els trigrames es representen en dos arranjaments, el Primordial (先天八卦), 'Cel primerenc' o «Fuxi» bagua (伏羲八卦), i el Manifestat (後天八卦), 'Cel tardà', o «King Wen» bagua. Els trigrames tenen correspondències en astronomia, astrologia, geografia, geomància, anatomia, la família, i moltes altres coses.
El Yijing estudia les 64 combinacions possibles entre dos trigrames, els anomenats hexagrames.
| 乾 Qián ☰     | 兌 Duì ☱   | 離 Lí ☲ | 震 Zhèn ☳ | 巽 Xùn ☴    | 坎 Kǎn ☵ | 艮 Gèn ☶ | 坤 Kūn ☷ |
| ------------- | ---------- | ------- | --------- | ----------- | -------- | -------- | -------- |
| Cel/firmament | Llac/pantà | Foc     | Tro       | Vent        | Aigua    | Muntanya | Terra    |
| 天 Tiān       | 澤(泽) Zé  | 火 Huǒ  | 雷 Léi    | 風(风) Fēng | 水 Shuǐ  | 山 Shān  | 地 Dì    |

## Bagua usat en Feng Shui
El bagua és una eina essencial en la majoria d'escoles de Feng Shui. El bagua usat en el Feng shui pot aparèixer en dues versions diferents: el Cel primerenc bagua, usat en llocs d'enterraments i el Cel tardà bagua, usat en residències.